# Mật gấu

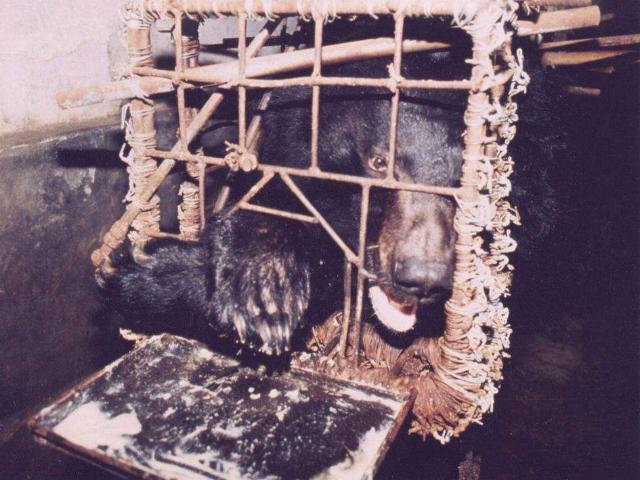
A bile bear in a "crush cage"

Mật gấu là một loại mật được lấy từ gấu ngựa được sử dụng làm dược phẩm ở Việt Nam và một số nước châu Á khác như Trung Quốc, Triều Tiên.
Mật gấu có màu đen óng ánh vàng như hổ phách, vị đắng sau có vị ngọt. Mật gấu lấy từ gấu trong tự nhiên được đánh giá cao hơn gấu nuôi. Người ta nuôi gấu để lấy mật với các kỹ thuật hút mật đảm bảo không gây tử vong cho gấu. Mật gấu sau khi lấy ra được bỏ trong hộp và bảo quản ở nơi khô mát, độ ẩm thấp.
Các lương y thuộc Hội Đông y Việt Nam cảnh báo: "Uống mật gấu, người sử dụng vô tình đã khiến mình đối mặt nguy cơ bị tổn thương gan, thận, vàng da, đau nhức, tăng hồng cầu trong nước tiểu (tiểu ra máu)", từ đó có thể làm người sử dụng mắc chứng bất lực, thậm chí tử vong.

## Lịch sử
‎Mật gấu và túi mật, lưu trữ mật, là những thành phần trong ‎‎y học cổ truyền Trung Quốc‎‎ (TCM). Việc sử dụng đầu tiên được ghi nhận của nó được tìm thấy trong ‎‎Tang Ban Cao‎‎ [‎‎zh‎‎]‎‎ (‎‎Materia Medica mới được sửa đổi‎‎, Triều đại nhà Đường, 659 CE). Thành phần hoạt chất dược lý có trong mật gấu và túi mật là ‎‎axit ursodeoxycholic‎‎ (UDCA); gấu là động vật có vú duy nhất sản xuất một lượng đáng kể UDCA.
‎Ban đầu, mật được thu thập từ những con gấu hoang dã đã bị giết và mật và nội dung của nó bị cắt khỏi cơ thể. Vào đầu những năm 1980, các phương pháp chiết xuất mật từ gấu sống đã được phát triển ở Triều Tiên và việc nuôi gấu mật bắt đầu. Điều này nhanh chóng lan sang Trung Quốc và các khu vực khác.‎‎‎‎ Các trang trại gấu mật đã bắt đầu giảm săn bắn gấu hoang dã, với hy vọng rằng nếu các trang trại gấu nuôi một quần thể động vật sản xuất tự duy trì, những kẻ săn trộm sẽ có ít động lực để bắt hoặc giết gấu trong tự nhiên.
‎Nhu cầu về mật và túi mật tồn tại trong các cộng đồng châu Á trên toàn thế giới, bao gồm Liên minh châu Âu và Hoa Kỳ.. ‎‎ Nhu‎‎ cầu này đã dẫn đến việc gấu bị săn bắt ở Mỹ đặc biệt cho mục đích này.‎